# アンドリア・バーバー
- アンドリア・バーバー
- アンドレア・バーバー

アンドレア・ローラ・バーバー（Andrea Laura Barber, 1976年7月3日 - ）は、アメリカ合衆国の女優。米ABCのシットコム『フルハウス』および同作のスピンオフシリーズ『フラーハウス』（Netflix制作）のキミー・ギブラー役として知られている。

## 来歴
カリフォルニア州ロサンゼルス出身。ニクソン元大統領と同じウィッティア大学卒。

### 女優業
アンドレアの女優業は、1982年から1986年まで放送されたアメリカのドラマ『デイズ・オブ・アワ・ライブス(Days of Our lives)』でCarrie Brady役を演じたのが始まりである。
その後、1987年から1995年までシットコム『フルハウス』のキミー・ギブラー（日本語吹き替え版での声は伊藤美紀）を演じた。第4シーズンまではゲスト出演という扱いであったが、第5シーズン以降はレギュラー出演扱いとなり出演回数が増えた。
『フルハウス』終了後は長らく出演作品がなかったが、2012年にインターネットのコメディ動画サイト「ファニー・オア・ダイ」にデイブ・クーリエとともに出演した。2015年には『フルハウス』のスピンオフシリーズ『フラーハウス』にキミー役で出演することが発表され、全シーズンにメインキャストとして出演した。
2023年からは『フルハウス』『フラーハウス』の共演者、ジョディ・スウィーティン（ステファニー役）とともにポッドキャスト番組『How Rude, Tanneritos!』を開始。

### 私生活
『フルハウス』の終了後、イギリスのヨーク大学に留学し、女性学修士号を取得した。
2002年にJeremy Rytkyと結婚し、2人の子を授かったが、2014年に離婚している。

## 出演
- フルハウス Full House (1987 - 1995年) （キミー・ギブラー役）
- 愉快なシーバー家 Growing Pains（1990年）（ロンダ・グリーン役）
- フラーハウス Fuller House (2016年 - 2020年) （キミー・ギブラー役）
- あの子はレイレイ! （英語版） That Girl Lay Lay（2021年）（ウィリンガム校長役）